# Mariana García
Mariana García Mariaca (La Paz, 20 de septiembre de 1999) es una reina de belleza, modelo, administradora de empresas, cosmetóloga y presentadora de televisión boliviana. Fue la Miss Bolivia Mundo 2012.

## Biografía
Mariana García, comenzó sus estudios escolares en 1994, saliendo bachiller el año 2006 en su ciudad natal. Proviene de una familia de clase media-alta, pues su padre (Luis García) y su madre (Zaida Mariaca) fueron coroneles de la policía boliviana. Cabe mencionar también que antes de ser convertirse en la "Miss La Paz", García estudiaba en la universidad y trabajaba como modelo independiente la empresa distribuidora de bebidas OPAL Ltda.

### Miss La Paz (2012)
El 28 de abril de 2012, en un concurso de belleza departamental realizado por "Cinetel", Mariana García salió ganadora, al ser elegida como Miss La Paz 2012, logrando representar de esa manera al departamento de La Paz en el Miss Bolivia 2012.
El 28 de enero de 2013, García empezó a trabajar en canal Unitel, pero por motivos personales de viajes y estudios se retiraría el 2 de septiembre de 2013.
En septiembre de 2014, García volvió a ser invitada a trabajar nuevamente en la cadena televisiva Unitel como presentadora de la revista de espectáculos del noticiario Telepaís.
El 20 de abril de 2015, García abrió su propia empresa de bronceado corporal en la ciudad de La Paz. Además fue invitada a trabajar nuevamente en la cadena televisiva Unitel como presentadora de la revista de espectáculos del noticiario Telepaís.

García estudio en la Universidad Católica Boliviana San Pablo graduándose como licenciada en administración de empresas. El 13 de diciembre de 2014 se casó con Rodrigo Blanco Usseglio, con el cual ya llevaba una relación desde 2008.